# Aegocera
Aegocera är ett släkte av fjärilar. Aegocera ingår i familjen nattflyn.

## Bildgalleri

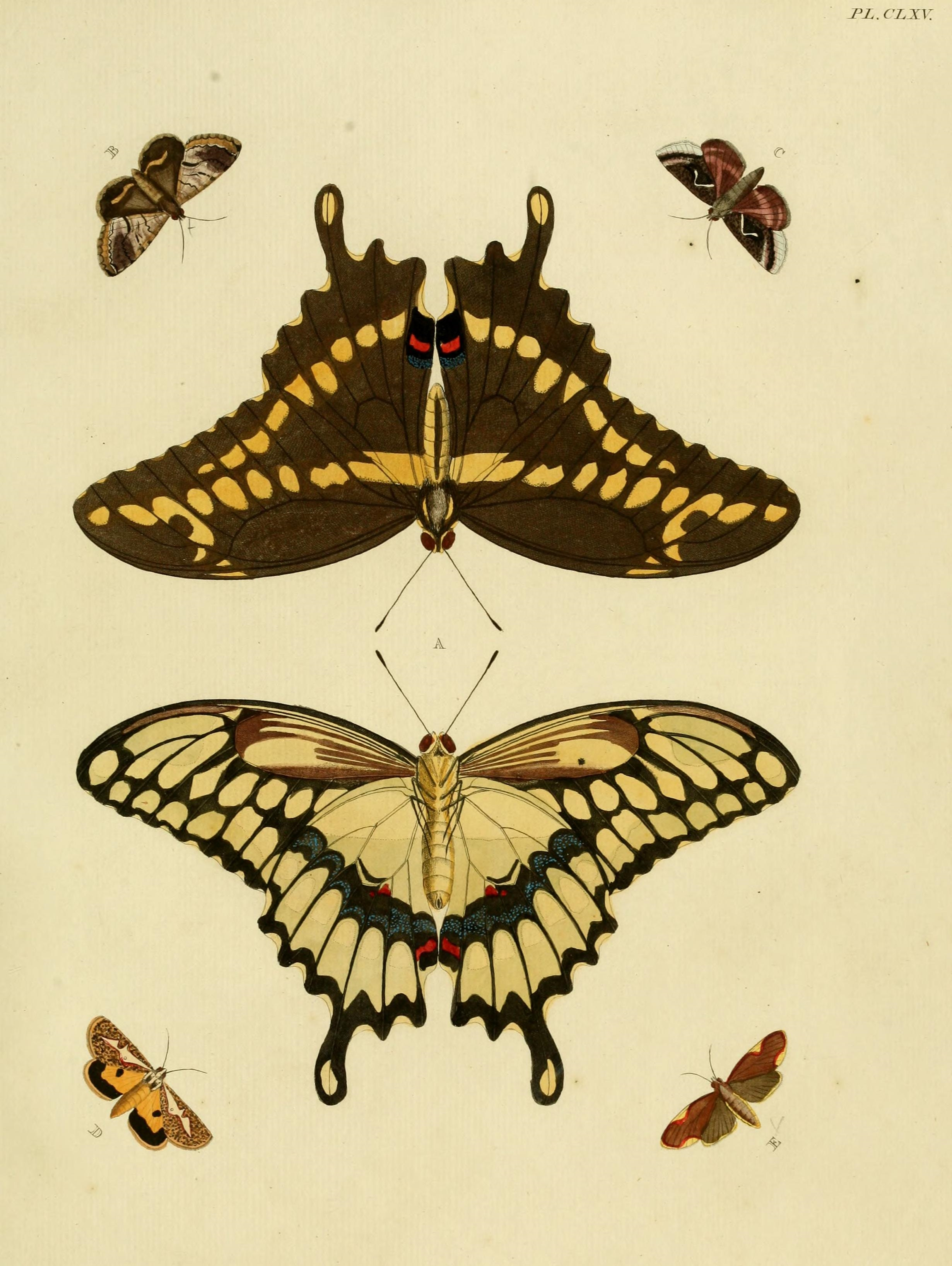

## Dottertaxa tillAegocera, i alfabetisk ordning[1]
- Aegocera affinis
- Aegocera albifascia
- Aegocera anthina
- Aegocera bimacula
- Aegocera brevivitta
- Aegocera castaneimargo
- Aegocera fabricata
- Aegocera ferrugo
- Aegocera fervida
- Aegocera fimbria
- Aegocera flavifascia
- Aegocera fuscicosta
- Aegocera geometrica
- Aegocera humphreyi
- Aegocera irangiana
- Aegocera isogenis
- Aegocera jordani
- Aegocera media
- Aegocera naveli
- Aegocera nigrimargo
- Aegocera norma
- Aegocera obliqua
- Aegocera rectilinea
- Aegocera rectilineoides
- Aegocera remutata
- Aegocera tigrina
- Aegocera triangularis
- Aegocera tripartita
- Aegocera triphaenoides
- Aegocera venulia